# Barak Mizrachi
Barak Mizrachi (nascido em 22 de março de 1988) é um jogador paralímpico australiano de tênis de mesa. Representou Austrália no tênis de mesa nos Jogos Paralímpicos de Verão de 2016, realizados no Rio de Janeiro, Brasil.